# Kauza Ředitelství silnic a dálnic ČR (2011)
Kauza Ředitelství silnic a dálnic vypukla zásahem detektivů z Útvaru odhalování korupce a finanční kriminality Policie České republiky na Ředitelství silnic a dálnic ČR dne 22. prosince 2011. Policie během zásahu zatkla kvůli podezření z korupce manažery ŘSD ČR Michala Halu a Petra Laušmana i podnikového právníka Roberta Wolfa. Později byl zatčen i předseda představenstva společnosti Monstera International Jiřího Neužila. Kvůli procesním chybám a nedostatku důkazů ale byli všichni obvinění propuštěni.

## Průběh
Protikorupční policie dne 22. prosince 2011 obvinila dva bývalé manažery a někdejšího právníka Ředitelství silnic a dálnic ČR (ŘSD ČR) kvůli údajně nevýhodným pronájmům pozemků ze strany ŘSD ČR na dálnicích D47 a D5. Dva exmanažery policisté stíhali pro přijímání úplatku a všechny také pro porušování povinnosti při správě cizího majetku. Detektivové odhadovali škodu na několik set milionů korun. Jedním ze zadržených byl bývalý generální ředitel ŘSD ČR Petr Laušman, který organizaci vedl v letech 2002 až 2007. Policie obvinila rovněž majitele dvou obchodních společností, který podle kriminalistů jednomu z bývalých manažerů poskytl úplatek přes 15 milionů korun. Podle policie jeden z manažerů ŘSD ČR uzavřel v roce 2006 se dvěma společnostmi nevýhodné smlouvy a jejich dodatky o pronájmech pozemků a vybudování obslužných zařízení (čerpací stanice, odpočívadla) na dálnicích D47 a D5.
Policie během zásahu zatkla kvůli podezření z korupce manažery ŘSD ČR Michala Halu a Petra Laušmana i podnikového právníka Roberta Wolfa. Později byl zatčen i předseda představenstva společnosti Monstera International Jiří Neužil. Podezřelé zakázky získávaly firmy napojené na Jiřího Neužila. Šlo o společnosti Eurobad, Monstera International, Monstera Development a Montegar. Společnost Eurobad a skupina Monstera přitom sídlily na daňovém ráji na Kypru. Na vrcholu celé pyramidy firem však byla anonymní lichtenštejnská společnost Montalbano Establishment.
V případu figurovali dva utajení svědci, vystupující pod jmény Lukáš Svoboda a Markéta Syrová. Ti policii řekli, že vše byla předem domluvená akce, za kterou stály úplatky. První ze svědků byl pracovník advokátní kanceláře, která pracovala pro ŘSD ČR, druhým zase zaměstnankyně ŘSD ČR. Oba popsali, že za podpis smluv Neužil poskytl Laušmanovi byt v Harrachově a podepsal mu směnky na patnáct milionů korun, Hala pak měl dostat dva miliony. Obě svědectví ale nakonec nemohla být použita. U Markéty Syrové došlo procesní chybou k prozrazení skutečného jméno, pod kterým již svědčit nechtěla. Advokát zase musel dodržet mlčenlivost. Při trestním řízení se také zhroutily hlavní důkazy - právníci Haly a Laušmana doložili, že samo ŘSD ČR nemohlo předmětné čerpací stanice vybudovat, neboť to nemělo jako předmět své činnosti. A jako příspěvková organizace státu může dělat jen to, co mu je vymezeno zřizovací listinou.
Kauza tak následně skončila fiaskem, když Policie ČR stáhla obvinění všech zatčených osob. Neužil, který strávil sedm měsíců ve vazbě, požadoval po státu odškodné deset milionů korun za nemajetkovou újmu a dalších osm milionů za ušlou mzdu. Obviněný Michal Hala chtěl od státu odškodné ve dvou žalobách přes 110 milionů korun (původně však přes 160 milionů). Ministerstvo sice hned po skončení stíhání Neužilovi za nezákonné stíhání a vazbu zaplatilo odškodné takřka půl milionu korun, ten to ale považoval za neadekvátní.
Podle článku zpravodajství Novinky.cz z roku 2019 se následně Obvodní soud pro Prahu 4 věnoval případu zastrašování svědka v této kauze. V rosudku z roku 2019 soud uznal, že v jednom případě k zastrašování došlo. Svědek byl zastrašován na konci roku 2012, tedy rok po začátku policejního vyšetřování kauzy ŘSD. Svědkem měl být jeden z obviněných, Milan Souček, který si tehdy odpykával trest v pražské ruzyňské věznici v souvislosti s jinou trestnou činností. Než však provedl oficiální výpověď, Součka ve věznici kontaktoval další trestanec, Milan Ficnar, který mu sdělil, že je za jeho likvidaci odměna 250 tisíc korun a že by mohl být zabit i jeho syn. Souček proto poté výpověď výrazně změnil. Obvodní soud pro Prahu 4 ovšem sedm z osmi obviněných osob propustil. V roce 2020 se ale k případu musel vrátit poté, co mu ho vrátil odvolací soud. Podle něj obvinění kromě vydírání právníka Michala Součka chtěli tito také uplatit soudkyni, která se případem zabývala. Přičemž uvedl, že se obvinění částečně doznali.